# Platynus noctivagus
Platynus noctivagus är en skalbaggsart som beskrevs av Barr. Platynus noctivagus ingår i släktet Platynus och familjen jordlöpare. Inga underarter finns listade i Catalogue of Life.